# 惠民镇
惠民镇，是中华人民共和国云南省普洱市澜沧拉祜族自治县下辖的一个乡镇级行政单位。
2012年12月28日，云南省人民政府批复同意撤销惠民哈尼族乡，设立惠民镇。

## 行政区划
惠民镇下辖以下地区：
旱谷坪村、富腊村、芒云村、景迈村和芒景村。

## 全国重点文物保护单位
- 景迈古茶园

## 中国传统村落
2013年8月，景迈村糯干组、芒景村、翁基被评为第二批中国传统村落。